# Alfred Schwarzer
Alfred Schwarzer (* 17. September 1951) ist ein ehemaliger deutscher Fußballspieler.

## Sportlicher Werdegang
Schwarzer spielte mit dem 1. FC Normannia Gmünd in der 1. Amateurliga Nordwürttemberg. In der Spielzeit 1971/72 erreichte er als Vizemeister hinter dem SSV Ulm 1846 die Deutsche Amateurmeisterschaft 1972, bei der die Mannschaft erst im Halbfinale gegen den späteren Sieger FSV Frankfurt ausschied. Im Herbst 1972 verpflichtete der seinerzeitige Bundesligist Werder Bremen „den talentierten Flügelstürmer“, der jedoch unter Trainer Josef Piontek in der höchsten Spielklasse nicht zum Zug kam. 1973 wechselte der Offensivspieler zum 1. FC Schweinfurt 05 in die zweitklassige Regionalliga Süd, am Ende der Spielzeit 1973/74 qualifizierte er sich mit den Schnüdeln für die 2. Bundesliga.
Dennoch kehrte Schwarzer im Sommer 1974 nach Württemberg zurück und schloss sich dem Zweitligisten Stuttgarter Kickers an. Unter Trainer Fritz Millinger, der ihn zuvor bereits in Schwäbisch Gmünd trainiert hatte, war er zu Saisonbeginn Stammspieler. Nach nur drei Punkten aus den ersten sieben Spielen entband die Vereinsleitung Millinger von seinen Aufgaben, der neu verpflichtete Cheftrainer Rudi Kröner bekam zudem Rückkehrer Wolfgang Holoch und Otmar Pellegrini als neue Spieler zur Verfügung gestellt. Kröner setzte verstärkt auf diese Spieler, in der Folge rückte Schwarzer ins zweite Glied und kam nicht mehr bei der Zweitligamannschaft zum Einsatz. Daraufhin kehrte er in die drittklassige 1. Amateurliga zurück, wo er zwei Spielzeiten für den 1. Göppinger SV auflief. 1977 wechselte er zum Ligakonkurrenten 1. FC Eislingen, kehrte aber nach nur einer Spielzeit nach Göppingen zurück. Der Klub hatte sich als Vizemeister hinter dem SSV Ulm 1846 für die neu eingeführte Oberliga Baden-Württemberg qualifiziert. Noch während der Saison wechselte er nach zehn Oberligaeinsätzen zurück zum 1. FC Normannia Gmünd, der in der fünftklassigen Landesliga Württemberg antrat. Nach zwei Spielzeiten für den Fünftligisten TSG Backnang kehrte er 1982 erneut zum 1. Göppinger SV zurück. Ab 1982 ließ er als Spielertrainer beim SV Neckargerach seine Karriere ausklingen.